# Gaël Suter
Gaël Suter (* 23. März 1992 in Aigle) ist ein ehemaliger  Schweizer Radrennfahrer.

## Sportlicher Werdegang
2009 wurde Gaël Suter Zweiter der Schweizer Meisterschaft im Einzelzeitfahren der Junioren sowie Dritter im Omnium auf der Bahn. 2010 gewann er den Giro del Mendrisiotto (U 19).
2011 wurde Suter Schweizer Meister im Sprint der Elite; 2013 errang er zwei weitere nationale Titel, im Punktefahren sowie im Scratch. Im Jahr darauf wurde er bei den Bahn-Europameisterschaften (U23) Dritter im Omnium.
2016 wurde Gaël Suter für die Teilnahme an den Olympischen Spielen in Rio de Janeiro nominiert, wo er im Omnium Rang zwölf belegte. Im Juli 2018 erklärte er seinen Rücktritt vom Leistungsradsport.

## Berufliches
Ab 2010 war Suter in Teilzeit in der Verwaltung des Weltradsportverbandes UCI in Aigle tätig (Stand 2017), anschliessend als einer der UCI-Koordinatoren des Bahnradsports (Stand März 2021).

## Erfolge – Bahn
2011
- Schweizer Meister – Sprinter Omnium (Sprint, Keirin, Ausscheidungsfahren)

2013
- Schweizer Meister – Punktefahren
- Schweizer Meister – Scratch

2014
- U23-Europameisterschaft – Omnium

2015
- Schweizer Meister – Sprint

2016
- Europameister – Scratch
- Europameisterschaft – Omnium
- Schweizer Meister – Omnium

## Erfolge – Strasse
2010
- Giro del Mendrisiotto

2013
- Prolog (Mannschaftszeitfahren) Tour de Nouvelle-Calédonie